# Santa Evita
Santa Evita è un romanzo del 1995 pubblicato dallo scrittore argentino Tomás Eloy Martínez. Consiste in un miscuglio di fatti reali e fittizi che riguardano la vita della first lady argentina Evita Perón, e in seguito la sua morte precoce a 33 anni. Il libro divenne un best seller in Argentina ed è stato tradotto in molte lingue. Intorno alla fine del 2007, nel mondo erano state già vendute più di 10 milioni di copie, il che fa che sia uno dei maggiori best seller di tutti i tempi.

## Ricezione
Secondo Mario Vargas Llosa, Santa Evita è un capolavoro. "Santa Evita è un romanzo, ma allo stesso tempo è anche una biografia, un murale sociopolitico, un'inchiesta, un documento storico, una fantasia isterica, una risata surrealista e un tenero e toccante radioteatro. Ha l'ambizione che alimenta i grandi progetti narrativi, e in essa, al di sotto dell'ostentazione creativa e scatti lirici, un lavoro da formica, un'indagine portata a capo con tenacità e destrezza perfette per disporre di abbondante materiale in una struttura romanzesca che sfrutti fino in fondo le possibilità dell'aneddoto".
Secondo Carlos Fuentes, si tratta di "un interessante romanzo gotico, una perversa storia d'amore, uno straordinario racconto di terrore, di una strabiliante, perversa, stupefacente storia nazionale à rebours, Santa Evita è tutto questo e molto di più".
La prima edizione del romanzo e alcune altre sono accompagnate da un blurb di Gabriel García Márquez nel frontespizio: "Ecco, finalmente il libro che volevo leggere".
Nel frattempo, Michiko Kakutani, giornalista di The New York Times, dichiarò che dal punto di vista della reale storia della vita di Eva Perón, il romanzo sembra perfettamente appropriato al "marchio di finzione allucinatoria" che utilizza l'autore, e aggiunge: "Peccato  che il romanzo non sia migliore. Nonostante la narrativa del Sig. Martínez fosse caratterizzata da momenti magici e perversi, ci sono anche circostanze che chiariscono lo strano incrocio della storia, il pettegolezzo e la leggenda, facendo in modo che il romanzo nel suo insieme sia un romanzo di fatti reali. Alla fine, non dà al lettore un senso profondo della vita di Evita, tantomeno una comprensione del forte influsso che ha esercitato sull'immaginazione del paese".

## Adattamento
Il 14 di dicembre 2017 si annunciò un adattamento del romanzo da parte della FOX Networks Group Latin America e Movistar+ Spagna. A tal proposito, il proprietario Edgar Spielmann affermò che il parteneriato "è il risultato dello sguardo convergente di entrambe le imprese in relazione alla rilevanza che il contenuto di qualità possiede oggigiorno nell'industria dell'intrattenimento insieme ai media."
Nel 2022 è uscita Santa Evita, una serie tv storico-biografica argentina basata sul romanzo per Star (Disney+).